# Decathlon AG2R La Mondiale Team/2024
Deze pagina geeft een overzicht van de UCI World Tour wielerploeg Decathlon-AG2R La Mondiale in 2024.

## Algemeen
Algemeen manager: Dominique Serieys
Teammanager: Vincent Lavenu
Ploegleiders: Alexandre Abel, Stephen Barrett, Laurent Biondi, Cyril Dessel, David Giraud, Stéphane Goubert, Nicolas Guille, Didier Jannel, Sébastien Joly, Julien Jurdie, Artūras Kasputis, Jean-Baptiste Quiclet
Fietsmerk: Van Rysel
Kleding: Rosti

## Renners
| Naam                   | Geboortedatum | Nationaliteit    | Ploeg 2023                   |
| ---------------------- | ------------- | ---------------- | ---------------------------- |
| Bruno Armirail         | 11-04-1994    | Frankrijk        | Groupama-FDJ                 |
| Alex Baudin            | 25-05-2001    | Frankrijk        |                              |
| Sam Bennett            | 16-10-1990    | Ierland          | BORA-hansgrohe               |
| Clément Berthet        | 02-08-1997    | Frankrijk        |                              |
| Edvald Boasson Hagen   | 17-05-1987    | Noorwegen        | TotalEnergies                |
| Franck Bonnamour*      | 20-06-1995    | Frankrijk        |                              |
| Geoffrey Bouchard      | 01-04-1992    | Frankrijk        |                              |
| Benoît Cosnefroy       | 17-10-1995    | Frankrijk        |                              |
| Dries De Bondt         | 04-07-1991    | België           | Alpecin-Deceuninck           |
| Sander De Pestel       | 11-10-1998    | België           | Team Flanders-Baloise        |
| Stan Dewulf            | 20-12-1997    | België           |                              |
| Felix Gall             | 27-02-1998    | Oostenrijk       |                              |
| Pierre Gautherat       | 16-01-2003    | Frankrijk        |                              |
| Dorian Godon           | 25-05-1996    | Frankrijk        |                              |
| Jaakko Hänninen        | 16-04-1997    | Finland          |                              |
| Jordan Labrosse        | 15-09-2002    | Frankrijk        |                              |
| Victor Lafay           | 17-01-1996    | Frankrijk        | Cofidis                      |
| Paul Lapeira           | 25-02-2000    | Frankrijk        |                              |
| Oliver Naesen          | 16-09-1990    | België           |                              |
| Ben O'Connor           | 25-11-1995    | Australië        |                              |
| Aurélien Paret-Peintre | 27-02-1996    | Frankrijk        |                              |
| Valentin Paret-Peintre | 14-01-2001    | Frankrijk        |                              |
| Nans Peters            | 12-03-1994    | Frankrijk        |                              |
| Gianluca Pollefliet    | 28-01-2002    | België           | Lotto Dstny Development Team |
| Nicolas Prodhomme      | 01-02-1997    | Frankrijk        |                              |
| Valentin Retailleau    | 18-06-2000    | Frankrijk        |                              |
| Damien Touzé           | 07-07-1996    | Frankrijk        |                              |
| Bastien Tronchon       | 29-03-2002    | Frankrijk        |                              |
| Andrea Vendrame        | 20-07-1994    | Italië           |                              |
| Larry Warbasse         | 28-06-1990    | Verenigde Staten |                              |

* tot 25/3

### Vertrokken
| Renner            | Geboortedatum | Nationaliteit | Ploeg 2024                 |
| ----------------- | ------------- | ------------- | -------------------------- |
| Mikaël Cherel     | 17-03-1986    | Frankrijk     | Gestopt                    |
| Lawrence Naesen   | 28-08-1992    | België        | Gestopt                    |
| Antoine Raugel    | 14-02-1999    | Frankrijk     | VC Villefranche Beaujolais |
| Marc Sarreau      | 10-06-1993    | Frankrijk     | Groupama-FDJ               |
| Michael Schär     | 29-09-1986    | Zwitserland   | Gestopt                    |
| Greg Van Avermaet | 17-05-1985    | België        | Gestopt                    |
| Clément Venturini | 16-10-1993    | Frankrijk     | Arkéa-B&B Hotels           |

## Overwinningen
| Nationale kampioenschappen wielrennen Finland - wegwedstrijd: Jaakko Hänninen Frankrijk - tijdrit: Bruno Armirail Frankrijk - wegrit: Paul Lapeira Tour Down Under Ploegenklassement: *1) Ster van Bessèges Ploegenklassement: *2) Ronde van Murcia Ben O'Connor Ronde van de Provence Jongerenklassement: Pierre Gautherat Ploegenklassement: *3) Ronde van de Alpes-Maritimes 2e etappe: Benoît Cosnefroy Eindklassement: Benoît Cosnefroy Puntenklassement: Benoît Cosnefroy Jongerenklassement: Bastien Tronchon Ploegenklassement: *4) Ronde van de Verenigde Arabische Emiraten 3e etappe: Ben O'Connor Classic Loire-Atlantique Paul Lapeira Cholet Agglo Tour Paul Lapeira Parijs-Camembert Benoît Cosnefroy | Ronde van het Baskenland 2e etappe: Paul Lapeira Brabantse Pijl Benoît Cosnefroy Ronde van de Alpen 5e etappe: Aurélien Paret-Peintre Ronde van Romandië 1e etappe: Dorian Godon 5e etappe: Dorian Godon Puntenklassement: Dorian Godon Grote Prijs van Morbihan Benoît Cosnefroy Ronde van de Finistère Benoît Cosnefroy Ronde van Italië 10e etappe: Valentin Paret-Peintre 19e etappe: Andrea Vendrame Ploegenklassement: *5) Vierdaagse van Duinkerke 2e etappe: Sam Bennett 3e etappe: Sam Bennett 5e etappe: Sam Bennett 6e etappe: Sam Bennett Eindklassement: Sam Bennett Puntenklassement: Sam Bennett | Boucles de la Mayenne Proloog: Benoît Cosnefroy 3e etappe: Valentin Retailleau Ploegenklassement *6) Polynormande Paul Lapeira Ronde van de Limousin-Périgord-Nouvelle Aquitaine 2e etappe: Alex Baudin Eindklassement: Alex Baudin Jongerenklassement: Alex Baudin Ronde van Spanje 6e etappe: Ben O'Connor Ronde van Poitou-Charentes in Nouvelle-Aquitaine Ploegenklassement: *7) Coupe de France Eindklassement: Benoît Cosnefroy |

*1) Ploeg Tour Down Under: Berthet, Bonnamour, Hänninen, Lapeira, V. Paret-Peintre, Peters, Tronchon
*2) Ploeg Ster van Bessèges: Baudin, Cosnefroy, De Bondt, De Pestel, A. Paret-Peintre, Retailleau, Touzé
*3) Ploeg Ronde van de Provence: Armirail, Bennett, Gautherat, Godon, Peters, Touzé, Warbasse
*4) Ploeg Ronde van de Alpes-Maritimes: Cosnefroy, Hänninen, Labrosse, A. Paret-Peintre, Peters, Tronchon, Warbasse
*5) Ploeg Ronde van Italië: Baudin, A. Paret-Peintre, V. Paret-Peintre, Touzé, Tronchon, Vendrame, Warbasse
*6) Ploeg Boucles de la Mayenne: Cosnefroy, Gautherat, Godon, Labrosse, Peters, Retailleau
*7) Ploeg Ronde van Poitou-Charentes in Nouvelle-Aquitaine: Blaise, De Bondt, Peters, Pollefliet, Tronchon, Veistroffer, Warbasse
2000 · 2001 · 2002 · 2003 · 2004 · 2005 · 2006 · 2007 · 2008 · 2009 · 2010 · 2011 · 2012 · 2013 · 2014 · 2015 · 2016 · 2017 · 2018 · 2019 · 2020 · 2021 · 2022 · 2023 · 2024 · 2025
Alpecin-Deceuninck · Arkéa-B&B Hotels · Astana Qazaqstan · Bahrain Victorious · BORA-hansgrohe · Cofidis · Decathlon AG2R La Mondiale · EF Education-EasyPost · Groupama-FDJ · INEOS Grenadiers · Intermarché-Wanty · Lidl-Trek · Movistar Team · Soudal Quick-Step · dsm-firmenich PostNL · Jayco AlUla · UAE Team Emirates · Visma-Lease a Bike